# Panhard & Levassor 20CV
Con la sigla 20CV, applicata alla produzione della Casa automobilistica francese Panhard & Levassor, si intende una famiglia di autovetture della fascia di lusso presente nei listini Panhard & Levassor dal 1910 al 1930, anche se i primissimi esemplari appartenenti a tale fascia di mercato furono prodotti già fra il 1902 e il 1903.

## Storia ed evoluzione

### Le origini
I primissimi esemplari appartenenti alla fascia delle vetture da 20 CV fiscali secondo la legislazione francese dell'epoca costituirono anche la radice comune da cui sarebbero nate le Panhard & Levassor da 24 CV fiscali, in quanto alcune fonti le catalogano come 20CV, altre come 24CV e altre ancora come 20/24CV. In ogni caso, queste vetture, commercializzate come Type F e Type H, furono lanciate nel giugno del 1902, montavano un motore Centaure a 4 cilindri in linea da 5313 cm3 e montavano un cambio a 4 marce. La base meccanica era quella tipica dell'epoca, con telaio a longheroni e traverse in acciaio, molle a balestra e freno a cavo sulle ruote posteriori. Un altro motivo di confusione fra 20CV e 24CV fu dato dal fatto che otto telai di questo tipo e con questo stesso motore furono impiegati nelle competizioni, ma sempre definiti come telai 24CV. In ogni caso, delle Type H e Type F vennero prodotti 61 esemplari fino alla fine del 1903. A partire dal 1904, fu la sola Type F a rimanere in listino, ma la sua fascia fiscale di appartenenza venne spostata a 24CV, e questa è un'ulteriore fonte di confusione. Comunque sia, le Panhard & Levassor da 20CV fiscali cessarono di essere prodotte per alcuni anni, fino al febbraio 1910.

### Parte la produzione vera e propria
La produzione vera e propria delle Panhard & Levassor da 20 CV fiscali fu avviata nell'inverno del 1910 con il lancio della Type X7, spinta da un motore da 4398 cm3 e dotata di trasmissione a giunto cardanico. Ma quello che rese la Type X7 una delle Panhard storicamente più rilevanti stava nel fatto che essa fu la prima vettura della casa di avenue d'Ivry a montare un motore a cilindro ruotante, o motore avalve. Tale motore, basato sulla tecnologia sperimentata e brevettata da Charles Yale Knight, venne prodotto su licenza dalla Panhard & Levassor, ma anche da altri costruttori europei, tra cui proprio quella Daimler Motoren Gesellschaft che fino a poco tempo prima motorizzava le prime autovetture della Panhard & Levassor. A questo modello si affiancò nel mese di agosto anche la Type U9, che invece era dotata di trasmissione a catena, ma manteneva intatti il motore e il tipo di telaio, sempre a longheroni e traverse e con sospensioni ad assale rigido con molle a balestra. A partire dal 1911, alla Type X7 venne affiancata la Type X9, che differiva dalla Type X7 per un diverso rapporti al ponte. Sempre derivata dalla Type X7 fu la Type X14 con freni Bendix a doppio circuito frenante. Durante il 1912 e gran parte dell'anno seguente, la gamma vide l'assenza della Type X7, non più in produzione ma coronata da un buon successo di vendite in un tempo breve. Fu solo nell'ottobre del 1913, infatti, che la gmma delle vetture da 20 CV fiscali conobbe un nuovo aggiornamento con l'arrivo della Type X22. Questa fu una delle prime torpedo profilate della casa parigina, realizzata già nell'aprile dello stesso anno dalla carrozzeria Labourdette su specifiche del cavaliere De Knyff, direttore commerciale e già pilota e collaudatore presso la stessa Panhard & Levassor. La Type X22 nasceva su di un telaio dalle caratteristiche più sportiveggianti rispetto a quelle degli altri telai utilizzati fino a quel momento e la carrozzeria profilata nella zona posteriore conferiva una miglior penetrazione aerodinamica che rendeva la vettura più filante e montava un nuovo motore, sempre con valvole a fodero, ma con cilindrata portata a 4845 cm3 e alimentazione a carburatore doppio corpo. La presentazione della Type X22 avvenne al Salone di Parigi, tenutosi appunto in ottobre: nello stesso periodo debuttò anche la Type X23, di indole più tranquilla, con telaio meno sportivo e con motore da 4,8 litri come la Type X22, ma con carburatore monocorpo.

### Dalla guerra alla ripresa post-conflitto

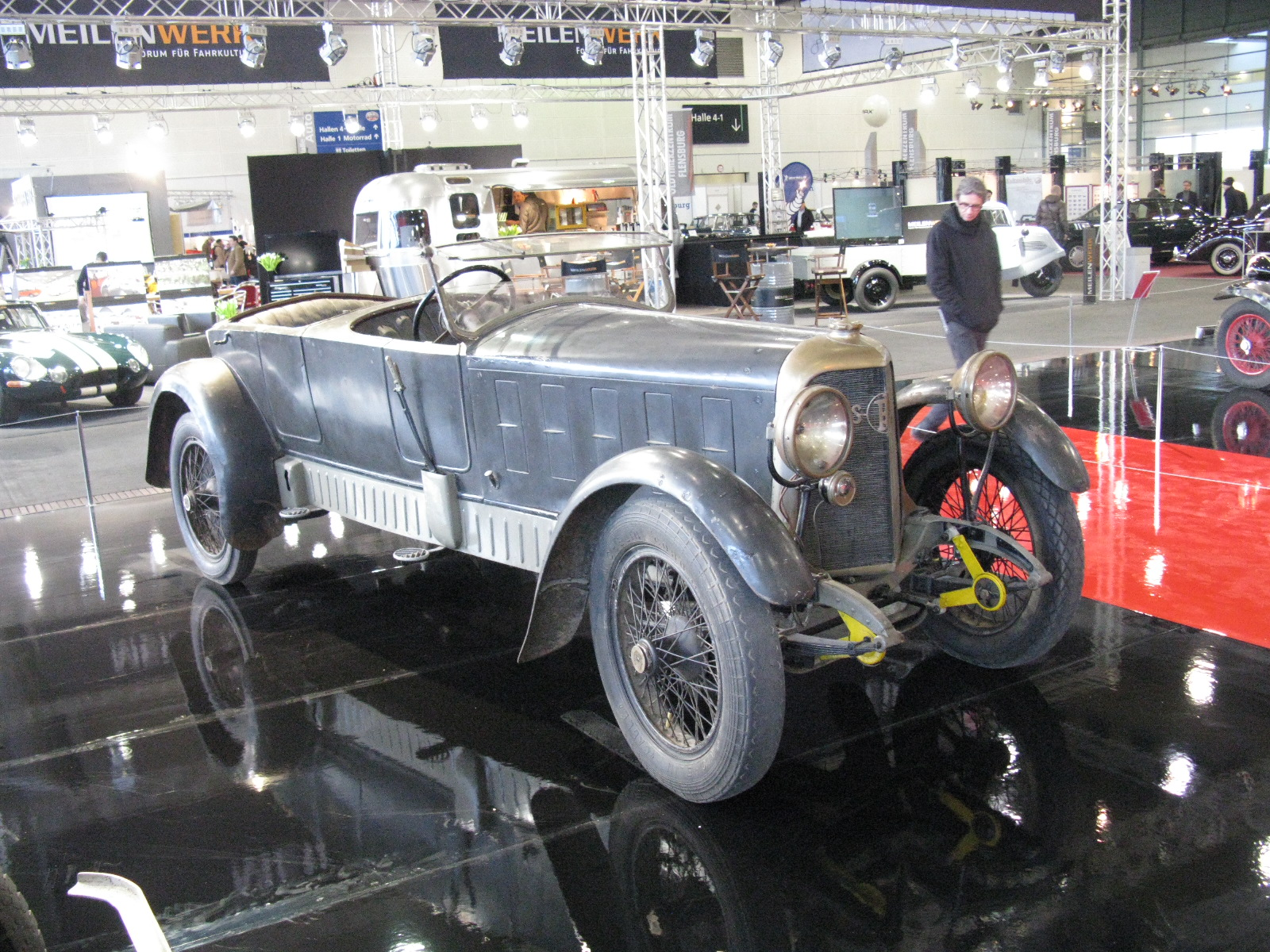
Panhard & Levassor Type X29

Lo scoppio della prima guerra mondiale vide la gamma pressoché invariata. Durante il 1914 e tutto l'anno seguente non si ebbero infatti particolari aggiornamenti alla gamma, tranne l'uscita di listino della Type X14 nell'aprile 1915 e della Type X23 alla fine del 1916. Questi due modelli verranno sostituiti in blocco dalla Type X29, lanciata nel maggio del 1917, una versione aggiornata dei due modelli uscenti. Durante il 1918, ultimo anno del conflitto, sarà l'unico modello da 20 CV fiscali in gamma, nell'ottica di una razionalizzazione della gamma stessa, e tale rimarrà anche negli anni seguenti, fino al gennaio 1922, quando la Type X29 verrà tolta di produzione dopo essere stata prodotta in 705 esemplari. Nel frattempo, alla Type X29 venne affiancata da un paio di mesi quella che diverrà la sua erede, ossia la Type X35, che nei due anni in cui venne commercializzata conobbe un buon successo di vendite, specie considerata la difficile congiuntura economica di quel periodo, con l'inflazione galoppante che tagliava rapidamente il valore del denaro. Data la bontà del progetto, la Type X35 non venne realmente sostituita, ma venne piuttosto aggiornata e si evolse dando origine a nuovi modelli, come la Type X41 del 1924, nella quale il già noto motore da 4845 cm3 venne ottimizzato e reso più efficiente e affidabile. A questo modello venne affiancata la Type X49, variante sportiva su telaio a passo accorciato di 20 cm e con carburatore a doppio corpo anziché monocorpo. Questo modello riscuoterà un certo successo, considerando la sua fascia di mercato decisamente impegnativa e il fatto che all'epoca un'automobile, anche più economica, non era certo appannaggio di chiunque. Fino all'ottobre del 1927 ne vennero prodotti 238 esemplari. Nel frattempo, la X41 subì altri aggiornamenti mutando in Type X53, modello che rimarrà in listino fino all'agosto del 1928, anche se alcuni degli ultimi esemplari verranno consegnati solo due anni dopo.

### Dalla Grande Depressione alla fine della saga delle 20CV

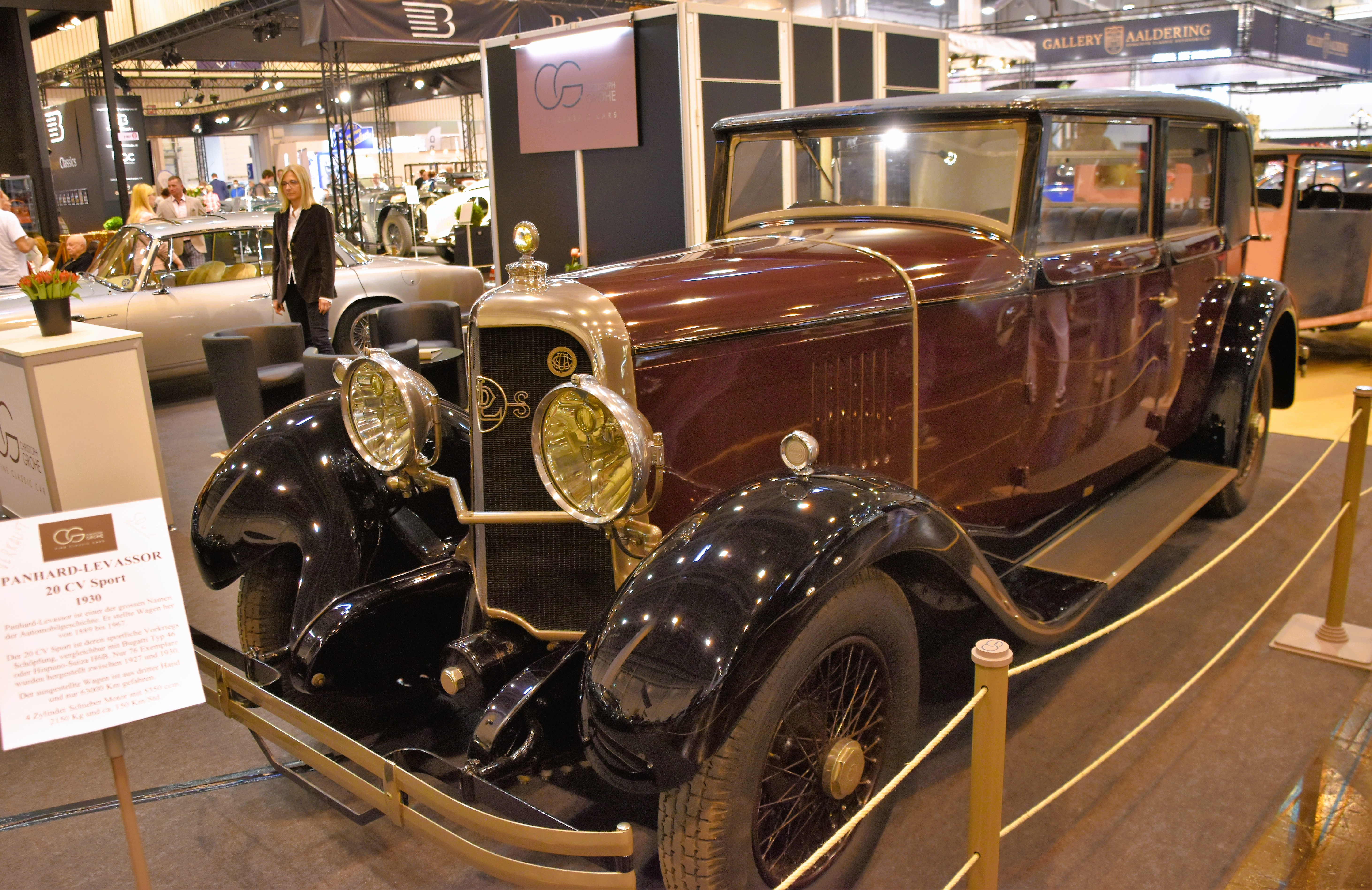
Panhard & Levassor Type X56

Intanto, anche la Type X49, ossia la variante sportiva, divenne oggetto di sostanziosi aggiornamenti e nell'ottobre del 1927 venne sostituita dalla Type X56, che montava anch'essa un motore con valvole a fodero, ma la cui cilindrata salì a 5319 cm3 e nel quale l'alimentazione venne affidata a tre carburatori. Purtroppo l'avvento della crisi finanziaria in seguito alla caduta della Borsa di Wall Street pose delle serie limitazioni alle vetture di grossa cilindrata, ma soprattutto a quelle dal temperamento sportivo, ragion per cui la Type X56 venne tolta di listino nel settembre del 1930. Fu l'ultimo modello appartenente alla grande famiglia delle Panhard & Levassor da 20 CV fiscali: l'eredità di questi modelli verrà ripresa dalla 8DS con motore a 8 cilindri.

## Tabella riepilogativa
Di seguito vengono riepilogate le caratteristiche relative ai modelli da 20 CV fiscali prodotti dalla Panhard & Levassor nel corso degli anni:
| Panhard & Levassor 20CV (1902-30)                             |        |            |                  |                     |                    |                    |
| Modello                                                       | Motore | Cilindrata | Trasmissione     | Cambio/ N° rapporti | Anni di produzione | Esemplari prodotti |
| Primi modelli da 20 CV fiscali con valvole tradizionali       |        |            |                  |                     |                    |                    |
| Type F 20/24 CV                                               | O4I    | 5313       | Catena           | Type KC 4 marce     | 06/1902-12/1903    | 61                 |
| Type H 20/24 CV                                               | O4I    | 5313       | Catena           | Type KC 4 marce     | 1902               | 61                 |
| Modelli da 20 CV fiscali con motori Knight (valvole a fodero) |        |            |                  |                     |                    |                    |
| Type X7                                                       | K4F    | 4398       | Giunto cardanico | Manuale 4 marce     | 02/1910-10/1910    | 450                |
| Type U9                                                       | K4F    | 4398       | Catena           | Manuale 4 marce     | 08/1910-07/1912    | 98                 |
| Type X9                                                       | K4F    | 4398       | Giunto cardanico | Manuale 4 marce     | 1911-14            | 2                  |
| Type X14                                                      | K4F    | 4398       | Giunto cardanico | Manuale 4 marce     | 06/1911-04/1915    | 738                |
| Type X22                                                      | SBK4F  | 4850       | Giunto cardanico | Manuale 4 marce     | 07/1913-12/1917    | 100                |
| Type X23                                                      | SK4F   | 4850       | Giunto cardanico | Manuale 4 marce     | 10/1913-12/1916    | 306                |
| Type X29                                                      | SK4F   | 4850       | Giunto cardanico | Manuale 4 marce     | 05/1917-01/1922    | 705                |
| Type X35                                                      | SK4F2  | 4850       | Giunto cardanico | Manuale 4 marce     | 10/1921-10/1923    | 823                |
| Type X41                                                      | SK4F2  | 4850       | Giunto cardanico | Manuale 4 marce     | 11/1923-08/1928    | 823                |
| Type X53                                                      | SK4F2  | 4850       | Giunto cardanico | Manuale 4 marce     | 11/1923-08/1928    | 823                |
| Type X49                                                      | SK4F5  | 4850       | Giunto cardanico | Manuale 4 marce     | 10/1924-10/1927    | 238                |
| Type X56                                                      | SK4F6  | 5319       | Giunto cardanico | Manuale 4 marce     | 10/1927-09/1930    | 76                 |